# Dorsifulcrum excavatum
Dorsifulcrum excavatum är en fjärilsart som beskrevs av Claude Herbulot 1979. Dorsifulcrum excavatum ingår i släktet Dorsifulcrum och familjen mätare. Inga underarter finns listade i Catalogue of Life.